# 대한민국 제17대 대통령 선거 울산광역시
이 문서는 대한민국 제17대 대통령 선거의 울산광역시 지역 개표 결과이다.

## 개표 결과

### 중구
|  | 56.12% |

|  | 18.16% |

|  | 12.15% |

|  | 7.44% |

|  | 5.20% |

|  | 0.37% |

|  | 0.36% |

|  | 0.08% |

|  | 0.05% |

|  | 0.01% |

### 남구
|  | 56.99% |

|  | 18.59% |

|  | 12.03% |

|  | 5.86% |

|  | 5.70% |

|  | 0.38% |

|  | 0.28% |

|  | 0.07% |

|  | 0.04% |

|  | 0.02% |

### 동구
|  | 49.52% |

|  | 18.43% |

|  | 14.42% |

|  | 10.39% |

|  | 6.10% |

|  | 0.46% |

|  | 0.45% |

|  | 0.10% |

|  | 0.06% |

|  | 0.03% |

### 북구
|  | 47.16% |

|  | 16.67% |

|  | 15.44% |

|  | 14.42% |

|  | 5.39% |

|  | 0.38% |

|  | 0.33% |

|  | 0.11% |

|  | 0.04% |

|  | 0.02% |

### 울주군
|  | 55.58% |

|  | 19.57% |

|  | 13.08% |

|  | 5.62% |

|  | 5.06% |

|  | 0.43% |

|  | 0.42% |

|  | 0.09% |

|  | 0.06% |

|  | 0.02% |

## 전체 결과
|  | 53.97% |

|  | 17.52% |

|  | 13.64% |

|  | 8.40% |

|  | 5.51% |

|  | 0.40% |

|  | 0.36% |

|  | 0.09% |

|  | 0.05% |

|  | 0.02% |

한나라당 이명박 후보가 53.97%의 득표율을 기록하면서 다른 경쟁 후보들을 누르고 울산광역시에서 1위를 차지했다. 또한 울산광역시 승격 이후 치러진 3번의 대선에서 보수 정당은 3연승을 달리게 되었다.
무소속 이회창 후보는 17.52%의 득표율로 2위를 차지했다. 이회창 후보는 정동영 후보와 2위 자리를 두고 접전을 펼쳤으며 5%p 이내의 적은 격차로 승리를 거두면서 2위를 차지했다.
대통합민주신당 정동영 후보는 13.64%의 득표율을 기록하면서 이명박, 이회창 후보에 밀린 3위를 차지했다. 이 선거로 민주당계 정당 후보로는 처음으로 15% 미만의 득표율을 기록한 후보가 되었다.
민주노동당 권영길 후보는 8.40%의 득표율을 기록하면서 4위를 차지했다. 권영길 후보는 전국 대비 울산광역시에서 더 높은 득표율을 기록하면서 선전했다.
창조한국당 문국현 후보는 5.51%의 득표율로 5위에 자리했다.

### 주요 후보 결과
| 지역   | 정동영 | 정동영 | 이명박 | 이명박 | 권영길 | 권영길 | 문국현 | 문국현 | 이회창 | 이회창 |
| 지역   | 득표수 | 득표율 | 득표수 | 득표율 | 득표수 | 득표율 | 득표수 | 득표율 | 득표수 | 득표율 |
| ------ | ------ | ------ | ------ | ------ | ------ | ------ | ------ | ------ | ------ | ------ |
| 중구   | 13,670 | 12.15% | 63,101 | 56.12% | 8,371  | 7.44%  | 5,849  | 5.20%  | 20,427 | 18.16% |
| 남구   | 19,581 | 12.03% | 92,717 | 56.99% | 9,549  | 5.86%  | 9,279  | 5.70%  | 30,244 | 18.59% |
| 동구   | 16,129 | 18.43% | 43,337 | 49.52% | 9,098  | 10.39% | 5,344  | 6.10%  | 12,621 | 14.42% |
| 북구   | 10,201 | 14.42% | 33,363 | 47.16% | 11,797 | 16.67% | 3,818  | 5.39%  | 10,926 | 15.44% |
| 울주군 | 11,155 | 13.08% | 47,373 | 55.58% | 4,792  | 5.62%  | 4,315  | 5.06%  | 16,687 | 19.57% |

한나라당 이명박 후보가 울산광역시 내 전 지역에서 승리를 거두었다. 이명박 후보는 중구, 남구, 울주군에서는 과반 이상의 득표율을 기록하면서 승리했으며 공단 지역이 많은 동구와 북구에서는 40% 후반대 득표율로 다른 후보들과 큰 격차를 벌리면서 압승을 거두었다.
무소속 이회창 후보는 중구, 남구, 울주군에서 2위를 차지했다. 특히 이들 지역에서 3위 후보인 정동영 후보와 5%p 이상 격차를 벌리면서 승리를 기록했다.
대통합민주신당 정동영 후보는 동구 지역에서 2위에 올랐다. 또한 동구에서 울산광역시 내 최대 득표율을 기록하였다. 반면 공단지역이 많은 또다른 지역인 북구에서는 4위로 내려앉는 결과를 받았다.
민주노동당 권영길 후보는 동구와 북구에서 두 자릿수대 득표율을 기록하면서 선전했다. 특히 북구에서는 정동영 후보와 이회창 후보를 제치고 2위에 오르는 결과를 얻어냈다.
창조한국당 문국현 후보는 5~6%대 득표율로 전 지역 5위를 차지했다.

## 같이 보기
- 대한민국 제17대 대통령 선거